# Comuna de Korycin
Korycin (polaco: Gmina Korycin) é uma gminy (comuna) na Polónia, na voivodia de Podláquia e no condado de Sokółka. A sede do condado é a cidade de Korycin.
De acordo com os censos de 2004, a comuna tem 3561 habitantes, com uma densidade 30,4 hab/km².

## Área
Estende-se por uma área de 117,32 km², incluindo:
- área agrícola: 85%
- área florestal: 8%

## Demografia
Dados de 30 de Junho 2004:
|                      | Total   | Total | Mulheres | Mulheres | Homens  | Homens |
| -------------------- | ------- | ----- | -------- | -------- | ------- | ------ |
|                      | pessoas | %     | pessoas  | %        | pessoas | %      |
| População            | 3561    | 100   | 1770     | 49,7     | 1791    | 50,3   |
| Densidade (pop./km²) | 30,4    | 100   | 15,1     | 15,1     | 15,3    | 15,3   |

De acordo com dados de 2002, o rendimento médio per capita ascendia a 1326,91 zł.

## Comunas vizinhas
- Czarna Białostocka, Janów, Jasionówka, Jaświły, Suchowola